# Leucocroton bracteosus
Leucocroton bracteosus är en törelväxtart som beskrevs av Ignatz Urban. Leucocroton bracteosus ingår i släktet Leucocroton och familjen törelväxter. Inga underarter finns listade i Catalogue of Life.